# Chasing Lights
| Оценки критиков  | Оценки критиков |
| Источник         | Оценка          |
| ---------------- | --------------- |
| Allmusic         | [ 1 ]           |
| BBC Music        | (positive)      |
| Digital Spy      | [ 3 ]           |
| Entertainment.ie | [ 4 ]           |
| The Guardian     | [ 5 ]           |
| musicOMH         | [ 6 ]           |
| OK!              | [ 7 ]           |
| The Sun          | [ 8 ]           |
| The Times        | [ 9 ]           |
| Virgin Media     | [ 10 ]          |

Chasing Lights (с англ. — «В погоне за солнечным зайчиком») — дебютный студийный альбом британско-ирландской девичьей поп-группы The Saturdays, вышедший в 2008 году.

## Синглы
- "If This Is Love" (с англ. — «Если это любовь»), релиз 27.07.2008, первый сингл с альбома. Несмотря на сравнение новой женской группы с предшественницами Sugababes и Girls Aloud, их дебютная работа была хорошо принята, и сингл занял в британском чарте 8 строчку. В видеоклипе солистки в коротких ярких платьях поют в специально оборудованной витрине перед поклонниками и папарацци. Однотонные разноцветные наряды схожего фасона до сих пор одна из визитных карточек группы.
- "Up" (с англ. — «Вверх»), релиз 12.10.2008, второй сингл. В британском чарте занял 5 строчку, а также стал первым синглом, выпущенным группой в Бразилии[11]. В видеоклипе девушки в черных платьях и разноцветных колготках возносятся вверх на платформах, перепрыгивают с одной на другую и танцуют.
- "Issues" (с англ. — «Проблемы»), релиз 05.01.2009, третий сингл, в британском чарте после физического релиза занял 6 строчку, но позже поднялся до 4-й. На момент релиза возникли небольшие проблемы с текстом песни - строчка "slap you or kiss you" звучала созвучно со "stab" - "бить", и, чтобы девушек не заподозрили в пропаганде насилия, фразу пришлось изменить[12]. В видеоклипе девушки выходят из коттеджа близ пляжа и гуляют под разноцветными зонтами, напевая песню.
- "Just Can't Get Enough" (с англ. — «Мне все мало»), релиз 02.03.2009, кавер на песню Depeche Mode, выбранный синглом для благотворительной организации Comic Relief. Поднялся на 2 строчку британского чарта. Позже песня была включена в расширенную версию альбома. В видеоклипе солистки предстали в образах моделей пин-ап. В 2011 году песня прозвучала в рекламе к фильму "Эта — дурацкая — любовь".
- "Work" (с англ. — «Работай»), релиз 29.06.2009, пятый и последний сингл с альбома. Песня пользовалась большим успехом у поклонников, но в чарте заняла лишь 22 строку. В видеоклипе солистки в черных (за исключением Ванессы) нарядах, дефилируют по подиуму на заброшенном складе, а затем в майках и джинсах танцуют вместе с парнями.

## Список композиций
1. If This Is Love — 3:23

2. Up — 4:05

3. Keep Her — 3:01

4. Issues — 3:51

5. Lies — 3:51

6. Work — 3:11

7. Chasing Lights — 4:01

8. Set Me Off — 3:04

9. Fall — 3:22

10. Vulnerable — 4:04

11. Why Me, Why Now — 3:46

### UK Bonus tracks
12. Up (Wideboys Remix Edit) — 3:01

### Переиздание 2009
12. Just Can`t Get Enough (Radio Mix) - 3:05
 
13. Up (Wideboys Remix Edit) — 3:01

## Позиции вчартах
| Чарты (2008)            | Место позиция | Статус  |
| ----------------------- | ------------- | ------- |
| Великобритания          | 9             | платина |
| Ирландия                | 34            |         |
| European Top 100 Albums | 46            |         |
| Шотландия               | 10            |         |

## Участники записи
- Фрэнки Сэндфорд
- Уна Хили
- Рошель Уайзмен
- Ванесса Уайт
- Молли Кинг